# Helena Höij
Helena Margareta Höij, född Svensson 20 december 1965 i Angereds församling, Älvsborgs län, är en svensk politiker (kristdemokrat) och ämbetsman. Hon var ordinarie riksdagsledamot 1998–2006, invald för Stockholms kommuns valkrets. Efter valet 2002 utsågs hon till riksdagens tredje vice talman.
Från 1 november 2022 är hon landshövding för Dalarnas län.

## Biografi
Höij är född och uppvuxen i Jönköping och studerade vid Linköpings tekniska högskola och har senare varit bosatt i Smedslätten, Bromma. Det var under studietiden som hennes politiska engagemang började genom heltidsuppdrag som ordförande för Linköpings teknologers studentkår, LinTek. År 1991/92 var hon ordförande för Sveriges Förenade Studentkårer. I riksdagen var hon bland annat engagerad i konstitutionella frågor och har suttit i konstitutionsutskottet, men även i skatteutskottet och som ersättare i kulturutskottet. Utanför riksdagen har hon haft uppdrag som ledamot i länsstyrelsen i Stockholms län, ledamot i Riksskatteverkets styrelse och som ordförande för styrelsen i Naturhistoriska riksmuseet. Hon var ordförande för Hjälpmedelsinstitutet mellan år 2007 och 2013. Höij har suttit i partistyrelsen för Kristdemokraterna.
Helena Höij var mellan sedan 2014 och 2023 ledamot i styrelsen för Enskilda Högskolan i Stockholm och mellan 2019 och 2023 dess ordförande.  
Mellan 2007 och 2011 arbetade Höij som tjänsteman för Kristdemokraterna, först som organisationschef och sedan 2009 som kanslichef på Kristdemokraternas riksdagskansli. Mellan 2013 och 2014 arbetade hon i regeringskansliet inom samordningen på statsrådsberedningen.   
Tidigare har hon arbetat som kvalitetsrevisor med kvalitetsgranskning av företag.
Från 2017 och fram till hon tillträdde uppdraget som landshövding i Dalarna arbetade Helena Höij med olika biståndsorganisationer, först som chef över internationella projektavdelningen på Läkarmissionen, därefter som verksamhetsstrateg på Erikshjälpen. 
Helena Höij är gift med tidigare förbundsdirektören och chefredaktören Magnus Höij. Hon har tre barn, där David Höij ingår.